# Andes fennahi
Andes fennahi är en insektsart som beskrevs av Synave 1959. Andes fennahi ingår i släktet Andes och familjen kilstritar. Inga underarter finns listade i Catalogue of Life.